# Placopsis
Placopsis (Nyl.) Linds. (tarczyk) – rodzaj grzybów z rodziny Trapeliaceae. Ze względu na współżycie z glonami zaliczany jest do grupy porostów. W Polsce występuje jeden gatunek.

## Systematyka i nazewnictwo
Pozycja w klasyfikacji według Index Fungorum: Trapeliaceae, Baeomycetales, Ostropomycetidae, Lecanoromycetes, Pezizomycotina, Ascomycota, Fungi.
Synonimy nazwy naukowej: Aspiciliopsis (Müll. Arg.) M. Choisy, 
Placodium sect. Aspiciliopsis Müll. Arg., Squamarina subgen. Placopsis Nyl..
Nazwa polska według W. Fałtynowicza.

## Niektóre gatunki
- Placopsis bicolor (Tuck.) B. de Lesd. 1931
- Placopsis brachyloba (Müll. Arg.) I.M. Lamb 1947
- Placopsis clavifera (I.M. Lamb) D.J. Galloway 2001
- Placopsis cribellans (Nyl.) Räsänen 1940
- Placopsis gelida (L.) Linds. 1866 – tarczyk zimny
- Placopsis lambii Hertel & V. Wirth 1987
- Placopsis macrophthalma (Hook. f. & Taylor) Nyl. 1877
- Placopsis parellina (Nyl.) I.M. Lamb 1940
- Placopsis perrugosa (Nyl.) Nyl. 1867
- Placopsis rhodocarpa (Nyl.) Nyl. 1861

Nazwy naukowe na podstawie Index Fungorum. Uwzględniono tylko taksony zweryfikowane.  Nazwy polskie według W. Fałtynowicza.